# A Channel
A Channel (jap. Aチャンネル, A Channeru) ist der Titel einer von dem Künstler bb Kuroda geschriebenen und gezeichneten Yonkoma-Mangareihe, die seit Ende Oktober 2008 in dem Seinen-Manga-Magazin Manga Time Kirara Carat erscheint. Der Manga konzentriert sich hauptsächlich auf vier befreundete Schülerinnen, die mit ihren alltäglichen Problemen zu kämpfen haben, wobei durch deren Unterschiedlichkeiten diverse humorvolle Szenen entstehen.
Der Manga wurde durch Studio Gokumi unter der Regie von Manabu Ono als gleichnamige Anime-Fernsehserie adaptiert, die im Frühling 2011 ausgestrahlt wurde.

## Handlung
Die Schülerinnen Run Momoki (百木 るん) und Tōru „Tōru“ Ichii (一井 透 / トオル) sind seit ihrer Kindheit gute Freundinnen. Run kann dabei als ziemlicher Dummkopf beschrieben werden, da sie selbst einfachsten Dingen immer wieder ahnungslos und naiv gegenübersteht, die wichtigsten Sachen vergisst und sich nicht längere Zeit konzentrieren kann, ohne dabei einzuschlafen. Die ein Jahr jüngere und eine Klasse unter Run befindliche Tōru ist das direkte Gegenteil. Sie denkt für ihr Alter sehr erwachsen und gilt als Musterschülerin. Jedoch ist sie sehr kleinwüchsig, sodass ihr die Kleidung stets zu lang ist. Darüber hinaus hat sie eine nahezu extreme Zuneigung zu Run entwickelt, sodass sie ihr ständig folgt und sie z. B. auch jeden Morgen von zu Hause abholt.
Der Manga setzt zu dem Zeitpunkt ein, wo Run in die zweite Klasse der Schule übernommen wird und Tōru endlich wieder dieselbe Schule besuchen kann, wenngleich sie eine Klasse unter ihr ist. Dabei muss sie eine für sie zunächst schreckliche Feststellung machen. Run hat in der Zwischenzeit zwei neue Freundinnen gewinnen können. Dies sind Yūko „Yūko“ Nishi (西 由宇子 / ユー子) und Nagisa „Nagi“ Tennōji (天王寺 渚 / ナギ), wovon Tōru insbesondere Yūko als Rivalen um die Liebe zu Run ansieht. Dies wird dadurch forciert, dass Yūko in den Augen der Freundinnen eine wahre Schönheit ist. Yūko besitzt jedoch keinerlei solches Interesse, gelangt aber immer wieder in peinliche Situationen, wo sie selbst nicht mehr weiß, wie sie reagieren soll. Insbesondere dann, wenn sie allein von Tōru gestellt wird, die in diesem Fall auch gerne handgreiflich wird. Die Brille tragende Nagi hat unterdessen immer wieder mit ihren ganz eigenen Problemen zu kämpfen, die sie lieber vor den anderen verbergen würde. Aber insbesondere die sehr wachsame Tōru kommt ihr dabei immer wieder auf die Schliche, sodass es schnell zu einem Problem aller vier Freundinnen wird.

## Entstehung und Veröffentlichungen
Der Manga A Channel wird von bb Kudora geschrieben und gezeichnet. Er erscheint seit dem 28. Oktober 2008 regelmäßig in dem Seinen-Manga-Magazin Manga Time Kirara Carat, das von Hōbunsha herausgegeben wird. Die einzelnen Kapitel wurden bisher (Stand: 6. Mai 2011) zu zwei Tankōbon-Ausgaben zusammengefasst, die ebenfalls von Hōnbunsha verlegt wurden.
- Bd. 1: ISBN 978-4-8322-7876-9, 26. Dezember 2009
- Bd. 2: ISBN 978-4-8322-4007-0, 23. März 2011

## Anime
Aufbauend auf der Mangavorlage produzierte Studio Gokumi die gleichnamige Anime-Fernsehserie A Channel, deren Regie Manabu Ono führte. Das auf dem Manga basierende Charakterdesign wurde von Masakatsu Sasaki entworfen, der zugleich Leiter der Animation war, während Hiroki Matsumoto die künstlerische Leitung übernahm. Für den Ton war Yota Tsuruoka zuständig.
Die Erstausstrahlung der Serie erfolgte vom 8. April bis 24. Juni 2011 nach Mitternacht (und damit am vorherigen Fernsehtag) auf dem japanischen Sender MBS. In den Folgetagen begannen ebenfalls die Sender TBS, CBC und Animax mit der Ausstrahlung. Parallel dazu war die Serie auch als Streamingangebot auf Smile Channel und ShowTime verfügbar.
Am 21. März 2012 erschien die zweiteilige OVA A Channel+smile (Aチャンネル+smile).

### Synchronisation
| Rolle         | japanischer Sprecher (Seiyū) |
| ------------- | ---------------------------- |
| Run           | Kaori Fukuhara               |
| Tōru          | Aoi Yūki                     |
| Yūko          | Minako Kotobuki              |
| Nagi          | Yumi Uchiyama                |
| Yutaka        | Ai Matayoshi                 |
| Miho          | Momoko Saitō                 |
| Satō-sensei   | Daisuke Ono                  |
| Kitō-sensei   | Minori Chihara               |
| Kamade-sensei | Miyuki Sawashiro             |

### Musik
Die Produktion der Hintergrundmusik der Serie übernahm Satoru Kousaki. Im Vorspann wurde der Titel Morning Arch, interpretiert von Marina Kawano, in einer Kurzfassung verwendet, während der Abspann mit dem Titel Humming Girl (ハミングガール) der Seiyū Aoi Yuki, Kaori Fukuhara, Minako Kotobuki und Yumi Uchiyama unterlegt war.
Zusätzlich wurde in jeder Folge ein Zwischenstück gespielt, das ebenfalls von einzelnen Seiyū interpretiert wurde. Dies waren:
1. Harukaze no Kagaku (はるかぜの化学) – Aoi Yuki, Kaori Fukuhara, Minako Kotobuki und Yumi Uchiyama
2. Start – Aoi Yuki, Kaori Fukuhara, Minako Kotobuki und Yumi Uchiyama
3. Gyutto shite Hoshi Inda (ぎゅっとして欲しいんだ) – Aoi Yuki
4. Summer Dream Syndrome – Kaori Fukuhara
5. Mermaid Sisters – Minako Kotobuki

Die OVA verwendete im Vorspann Balloon Theater (バルーンシアター, Barūn Shiatā) von Marina Kawano und im Abspann Smile Hōteishiki (スマイル方程式, Sumairu Hōteishiki) von Kaori Fukuhara, Aoi Yuki, Yumi Uchiyama und Minako Kotobuki. Während der 1. Folge kam zusätzlich Taisetsu na Basho (大切な場所) von Aoi Yuki, Ai Matayoshi und Momoko Saitō zum Einsatz und in der 2. Folge Happy New Days von Kaori Fukuhara, Aoi Yuki, Yumi Uchiyama und Minako Kotobuki.